# Ярроусбург (Меріленд)
Ярроусбург (англ. Yarrowsburg) — переписна місцевість (CDP) в США, в окрузі Вашингтон штату Меріленд. Населення — 112 особи (2020).

## Географія
Ярроусбург розташований за координатами 39°22′34″ пн. ш. 77°41′4″ зх. д. / 39.37611° пн. ш. 77.68444° зх. д. (39.376172, -77.684346).  За даними Бюро перепису населення США в 2010 році переписна місцевість мала площу 0,59 км², уся площа — суходіл.

## Демографія
Згідно з переписом 2010 року, у переписній місцевості мешкали 133 особи в 57 домогосподарствах у складі 39 родин. Густота населення становила 226 осіб/км².  Було 65 помешкань (110/км²).
Расовий склад населення:
| - 98,5 % — білих - 0,8 % — корінних американців - 0,8 % — чорних або афроамериканців |

До двох чи більше рас належало 0,0 %. Частка іспаномовних становила 0,0 % від усіх жителів.
За віковим діапазоном населення розподілялося таким чином: 18,8 % — особи молодші 18 років, 67,7 % — особи у віці 18—64 років, 13,5 % — особи у віці 65 років та старші. Медіана віку мешканця становила 45,5 року. На 100 осіб жіночої статі у переписній місцевості припадало 107,8 чоловіків;  на 100 жінок у віці від 18 років та старших — 120,4 чоловіків також старших 18 років.
Цивільне працевлаштоване населення становило 0 осіб. 